# 318P/McNaught-Hartley
La comète McNaught-Hartley, officiellement 318P/McNaught-Hartley, est une comète périodique du système solaire, découverte le 5 juillet 1994 par Robert H. McNaught et Malcolm Hartley.